# Konstytucja tyrnowska

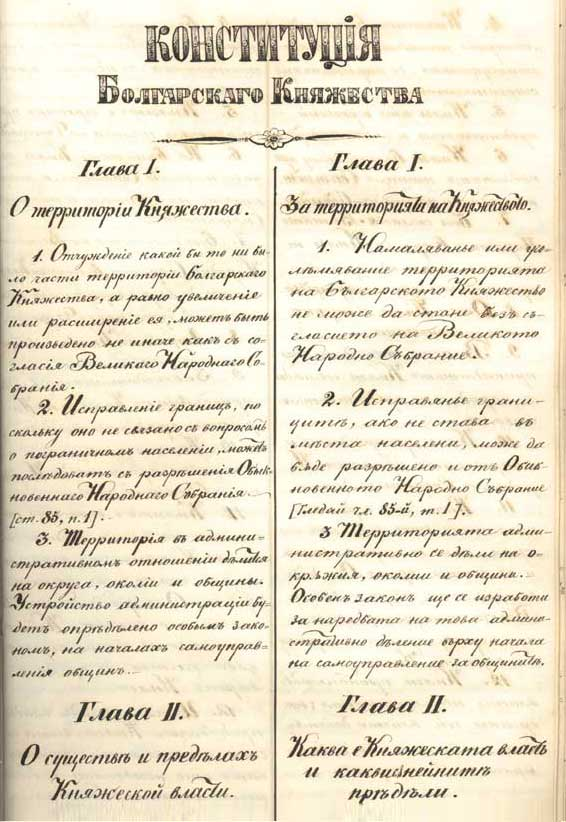
Pierwsza strona konstytucji tyrnowskiej w wersjach bułgarskiej i rosyjskiej

Konstytucja tyrnowska (bułg. Търновска конституция Tyrnowska konstitucija); Konstytucja Księstwa Bułgarii (bułg. конституция на Българското княжество Konstitucija na Byłgarskoto kniażestwo) – konstytucja Bułgarii przyjęta 16/28 kwietnia 1879; pierwsza ustawa zasadnicza Bułgarii od czasu odzyskania przez nią niepodległości. W momencie uchwalenia była jednym z bardziej postępowych aktów prawnych tego typu w Europie. Obowiązywała do 1947.

## Okoliczności napisania i przyjęcia konstytucji
Stosownie do postanowień pokoju w San Stefano z 3 marca 1878, który zakończył wojnę rosyjsko-turecką, na Bałkanach miało powstać państwo bułgarskie obejmujące tereny Mezji, Tracji i Macedonii. Formalnie zależne od Turcji, państwo to miało dysponować autonomią gwarantującą de facto niezawisłość. Równocześnie nie uległo wątpliwości, że nowy kraj – największy na Bałkanach – będzie narzędziem wpływów rosyjskich. Postanowienia te wywołały sprzeciw mocarstw europejskich, które obawiały się nadmiernego wzrostu znaczenia Cesarstwa Rosyjskiego. W dniach 13 czerwca – 13 lipca 1878 zwołano kongres w Berlinie, podczas którego dokonano rewizji warunków pokoju w San Stefano. W rezultacie zamiast Wielkiej Bułgarii powstało Księstwo Bułgarii obejmujące obszar między Dunajem i Starą Płaniną, a także Rumelia Wschodnia ze stolicą w Płowdiwie. Oba państwa pozostawały zależne od Imperium Osmańskiego. Autonomii nie uzyskała natomiast Macedonia, którą ponownie włączono do Turcji.
Przygotowywaniem ustawy zasadniczej Księstwa Bułgarii na mocy postanowień kongresu berlińskiego zajęło się Zgromadzenie Ustawodawcze złożone ze 118 notabli, 89 deputowanych z wolnych wyborów (w proporcji jeden delegat na 10 tys. wyborców) oraz 25 osób wskazanych przez rosyjskiego komisarza księcia Aleksandra Dondukowa-Korsakowa. Do notabli zaliczono wszystkich biskupów prawosławnego Egzarchatu Bułgarskiego oraz greckiego metropolitę warneńskiego, naczelnego muftiego oraz rabina dla bułgarskich społeczności muzułmańskiej i żydowskiej, prezesów sądów miejskich, okręgowych i gubernialnych. Wśród nominowanych przez Dondukowa-Korsakowa byli zasłużeni działacze bułgarskiego odrodzenia narodowego (10 osób), przedstawiciel Monasteru Rylskiego, delegaci z Bułgarskiego Towarzystwa Dobroczynności w Wiedniu oraz Bułgarskiego Komitetu Opiekuńczego w Odessie, jedenastu reprezentantów mniejszości tureckiej. Na obrady do Tyrnowa przybyło ponadto 45 przedstawicieli Bułgarów z Rumelii Wschodniej, nie zostali jednak dopuszczeni do udziału w pracach zgromadzenia.
Jeszcze przed podjęciem prac przez Zgromadzenie car polecił Siergiejowi Łukjanowowi przygotowanie projektu bułgarskiej konstytucji. Projekt Łukjanowa zakładał wprowadzenie w Bułgarii silnej władzy księcia, jednak rozwiązanie to nie spotkało się z aprobatą Aleksandra II, który uznał, że taki ustrój mógłby zostać źle przyjęty przez Bułgarów i osłabić ich prorosyjskie sympatie. Wzorem dla konstytucji bułgarskiej miała być liberalna konstytucja Belgii.
Prace Zgromadzenia Konstytucyjnego zainaugurował Aleksandr Dondukow-Korsakow 10/22 lutego 1879 w Wielkim Tyrnowie. Zapewnił wówczas, że Rosja nie będzie narzucać Bułgarii konstytucji, a jej treść będzie zależała wyłącznie od woli deputowanych. Do przyjęcia takiego stanowiska Rosję zmusiła energiczna działalność dyplomacji brytyjskiej i francuskiej. Przewodniczącym zgromadzenia został bułgarski egzarcha-senior, metropolita widyński Antym, zaś jego zastępcami Todor Ikonomow i Petko Karawełow. Większość w zgromadzeniu stanowili liberałowie, drobni mieszczanie zaangażowani w bułgarski ruch niepodległościowy w poprzednich dziesięcioleciach. Drugą wielką frakcję parlamentarną stanowili konserwatyści, zamożni kupcy i właściciele ziemscy (czorbadżi). Dyskusje w Zgromadzeniu Narodowym miały burzliwy charakter, jednak obydwie frakcje godziły się co do ustroju państwa - monarchii konstytucyjnej. O tym, że Bułgaria będzie monarchią, przesądził jednak jeszcze kongres berliński, natomiast radykalni bułgarscy demokraci, opowiadający się za republiką, nie mieli w parlamencie reprezentacji.

## Treść ustawy zasadniczej
Konstytucja tyrnowska czyniła głową państwa bułgarskiego księcia; monarchia miała być dziedziczna. Władzę ustawodawczą sprawować miało jednoizbowe (zgodnie z postulatem liberałów) Zgromadzenie Narodowe obierane w wyborach powszechnych. Czynne prawo wyborcze konstytucja przyznawała wszystkim mężczyznom w wieku powyżej 21 lat, zaś bierne – mężczyznom, którzy ukończyli 30 lat i potrafili czytać i pisać. Jeden deputowany miał reprezentować 10 tys. obywateli. Przewidywano trzyletnią kadencję Zgromadzenia Narodowego. Sprawy szczególnej wagi (obiór władcy w sytuacji braku następcy, zmiana konstytucji, zmiany terytorium państwa) rozstrzygać miało Wielkie Zgromadzenie Narodowe o podwójnej liczbie deputowanych. Władzę wykonawczą sprawować miała rada ministrów. Głową państwa był książę, który dowodził siłami zbrojnymi, miał prawo rozwiązywania Zgromadzenia Narodowego, zatwierdzania ich ustaw, zwoływania kolejnych wyborów, mógł odwoływać rząd lub poszczególnych ministrów. Zgromadzenie Narodowe kontrolowało działalność rządu, opracowywało ustawy, nadzorowało realizację zatwierdzonego budżetu.
Konstytucja gwarantowała równość wszystkich obywateli wobec prawa i wprowadzała obowiązek szkolny, jak również obowiązek powszechnej służby wojskowej (w praktyce dotyczył mężczyzn). Gwarantowana była również wolność wyznania, z tym, że prawosławie otrzymało status religii państwowej i dominującej. Poza pierwszym księciem władcy kraju mieli należeć do Bułgarskiego Kościoła Prawosławnego. Zachować on miał dotychczasową nazwę (Egzarchat Bułgarski) i strukturę, to zaś oznaczało, że Święty Synod Kościoła miał mieć siedzibę w Sofii, zaś zwierzchnik – w Konstantynopolu.
W teorii konstytucja tyrnowska pozostawała w mocy do 1947, gdy zastąpiono ją nową ustawą zasadniczą. Faktycznie została zawieszona kilkanaście lat wcześniej, w 1934, po zamachu stanu dokonanym przez wojskową organizację Zweno. Co prawda utworzony przez Zweno rząd utrzymał się jedynie kilka miesięcy, jednak car Borys III po odzyskaniu władzy nie przywrócił ustroju demokratycznego przewidywanego w konstytucji tyrnowskiej.